# 서귀중앙초등학교
서귀중앙초등학교는 대한민국 제주특별자치도 서귀포시 서귀동에 있는 공립 초등학교이다.

## 학교 연혁
- 1967년 2월 8일 : 학교 설립 인가
- 1967년 3월 2일: 남도국민학교 개교
- 1967년 7월 19일: 서귀중앙국민학교로 명칭 변경
- 1967년 10월 10일 : 현 위치(서귀포시 서귀동 283-3)로 이전
- 1971년 3월 1일 : 도지정 시청각 연구학교
- 1974년 3월 1일 : 문교부지정 시청각 실험학교
- 1975년 3월 1일 : 문교부지정 과학교육 연구학교
- 1980년 3월 1일 : 서귀서교 분리(1, 2, 3학년 632명)
- 1982년 3월 1일 : 제주도교육위원회 지정 체육과 시범학교
- 1984년 3월 1일 : 특수학급 1학급 인가
- 1986년 3월 1일 : 제주도교육위원회 지정 교육방송 시범학교
- 1992년 3월 1일 : 제주도교육청지정 영어특활 시범학교
- 1993년 9월 1일 : 급식소 준공, 개관, 급식 실시
- 1996년 3월 1일 : 병설유치원 설립 인가(2개반)
- 1996년 3월 1일 : 서귀중앙초등학교로 명칭 변경
- 1996년 3월 16일 : 병설유치원 개원
- 1997년 9월 30일 : 교육부지정 인성교육 자율시범학교 운영 보고회
- 2000년 3월 1일 : 동홍초등학교 분리
- 2004년 3월 1일 : 제주도교육청지정 보건교육 시범학교 운영
- 2006년 3월 1일 : 제주특별자치도교육청지정 외국어교육 시범학교 운영
- 2010년 3월 1일 : 제주특별자치도교육청지정 통일교육 시범학교 운영(2년)\
- 2011년 10월 18일 : 체육관(중앙누리관)개관
- 2013년 3월 13일 : 푸른운동장 조성
- 2013년 10월 8일 : 다목적구장 조성
- 2016년 3월 1일 : 원도심공동화학교 운영
- 2016년 9월 1일 : 제18대 현정열 교장 부임
- 2017년 3월 1일 : 특수학급 2학급 인가
- 2017년 10월 10일 : 역사관 개관
- 2018년 9월 1일  : 과학실 현대화사업
- 2019년 1월 15일 : 제52회 졸업(57명)(총12,449명)
- 2019년 3월 1일 : 20학급(특수학급 2) 편성
- 2019년 3월 1일 : 원도심학교 운영
- 2019년 3월 1일 : 원도심학교 운영 (~2020, 2년차)

## 참고 자료
- 서귀중앙초등학교 - 한국교육학술정보원 학교알리미